# 自然発見館

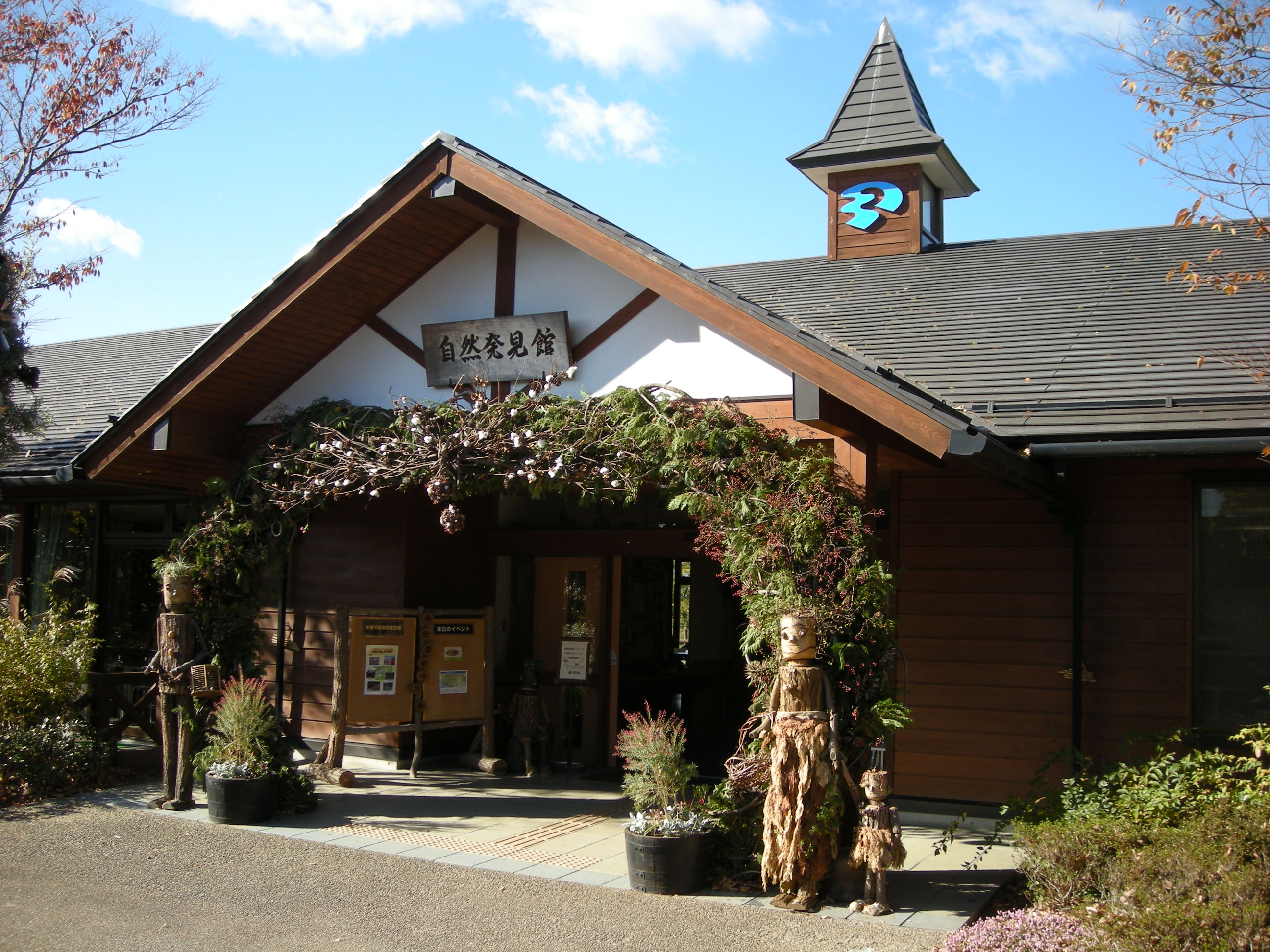
自然発見館

自然発見館（しぜんはっけんかん）は、岐阜県各務原市川島笠田町にある環境共生型テーマパーク河川環境楽園内の国営公園エリア施設。

## 概要
木曽川水園及び木曽川の本流や周辺地域の自然豊かなフィールドを活用した環境教育を展開するために、その活動の拠点となる場所として設置された。

## 全体構成
体験工房
- 体験からの学びを促進するため、子ども達が直接手に取って心を動かす「ハンズオン」型の展示、教材が準備されている。

実験工房
- 学校や一般団体などのグループ学習に対応し、ガスや水道、電気、様々な道具や教材を使った実験型のプログラムが準備されている。

創作工房
- 多人数での利用にも対応し、市民活動の場やワークショップなど、様々な目的に応じたプログラムを行う。

発見工房
- 利用目的に応じて、部屋を仕切ることができ、研修会や会員制の講座などのプログラムを行う。

## 環境教育プログラムの特徴
- 40本のプログラムから選択可能。
- 学習指導要領とリンクしている。
- すべてのプログラムに「事前学習シート」が用意されている。

## 周辺施設
- オアシスパーク
- アクア・トトぎふ
- かさだ広場
- ツインアーチ138

## 交通アクセス
- 名鉄各務原線 各務原市役所前駅から各務原市ふれあいバス川島線で「河川環境楽園」バス停下車し、河川環境楽園内を歩いて約8分。
- 名鉄一宮駅バスターミナル3番のりばから名鉄バス「138タワーパーク」行きで「138タワーパーク」バス停にて下車し、徒歩で約20分。
- 名鉄名古屋本線笠松駅から岐阜バス笠松川島線「河川環境楽園」バス停下車し、河川環境楽園内を歩いて約8分。または、笠松町公共施設巡回町民バス「スポーツ交流館前」バス停からトンボ天国方面（河川環境楽園地区橋梁経由）徒歩で約20分。